# Bizacena

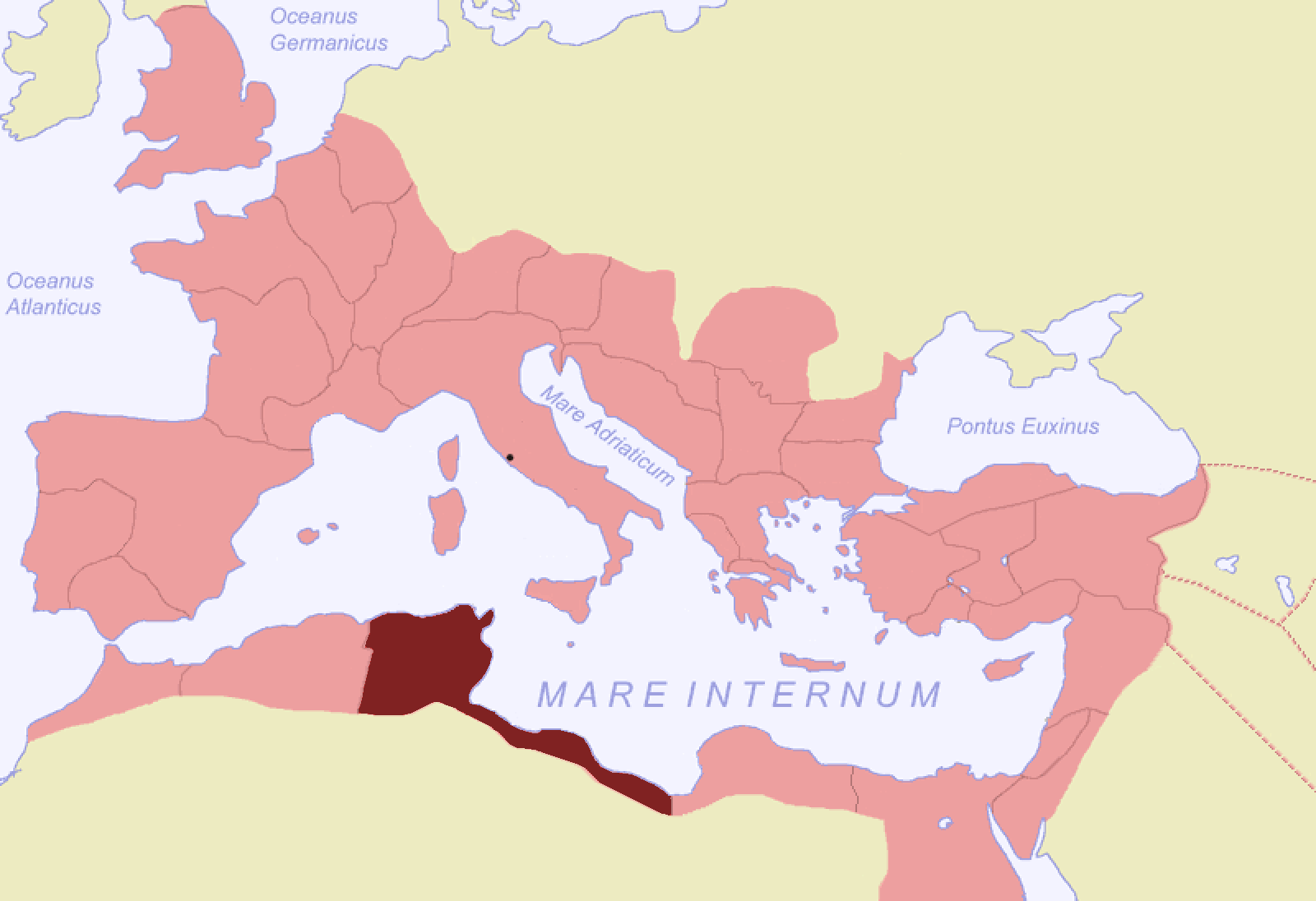
Mapa de localització de Bizacena.

Bizacena (grec antic: Βυσακία; llatí: Byzacena o Byzacium) va ser un districte de la província romana d'Àfrica al sud de la Zeugitània o Zeugitana que en un principi formava part del territori de Cartago i després va ser la part sud de la província romana d'Àfrica fins que es va convertir en una província separada, la Província Byzacena, governada per un cònsol, amb capital a Hadrumetum.
Segons Heròdot, habitaven la regió el poble dels Guzantes o Zugantes (Γύζαντες, o Ζύγαντες) que posseïen el coneixement de fer mel artificial a més de la natural produïda per les abelles. Es pintaven de vermell i menjaven simis, que eren molt abundants a les muntanyes del voltant. Vivien enfront de l'illa de Cercina (Qerqenna), segons la descripció d'Heròdot. La mel artificial s'elaborava a partir dels fruits de la palmera datilera.
El seu país tenia el nom de Bizacena, i Esteve de Bizanci retreu a Heròdot que hagués anomenat els seus habitants Γύζαντες en comptes de Βύζαντες. El topònim Vocanus Ager, que apareix en diverses fonts dels segles xviii i xix, és un error filològic derivat d'una lectura equivocada d'un passatge en el qual Titus Livi diu: «nocte Byzacium —ita regionem quandam agri vocant— transgressus».
En temps de l'emperador Dioclecià, cap a l'any 284, probablement a partir de la reorganització del 293, es va convertir en una província separada, encara que la primera menció amb aquest nom és del 321. La província estava formada per l'antic districte de Bizacena, una part d'Empòria al Sirtis Menor, i la regió a l'occident que abans pertanyia a Numídia. El límit nord amb la Zeugitana era més o menys el paral·lel 36, i al sud i sud-oest el desert amb la depressió coneguda com a Palus Tritonis.
Al segle v hi havia a la província almenys 115 bisbats.

## Ciutats
- Thenae
- Aquila
- Tapsos
- Leptis Minor
- Ruspina
- Hadrumetum
- Assurae
- Tucca Terebintihina
- Sufetula
- Rhysdrus
- Capsa
- Thelepte
- Theveste (abans de Numídia)
- Turris Hannibalis.[1]